# 酈炎
酈 炎（れき えん、150年 - 177年）は、後漢の文人。字は文勝。本貫は涿郡范陽県。

## 経歴
前漢初期の酈食其の末裔にあたる。親孝行で、文才があり、音律を解し、弁論は流れるように早く、かれの展開する理論は多くの人を感服させた。霊帝のとき、州や郡が召しだそうとしたが、いずれも応じなかった。
かれの作品に「見志詩」2首や「遺令書」があった。
酈炎は後に精神を患い、若くして認知症にかかった。母が死去すると、かれの症状は悪化し、初産の妻を驚かせて死なせてしまった。妻の実家がこのことを訴え出ると、酈炎は収監された。酈炎は病のために筋道立った答えができず、177年（熹平6年）に獄中で死去した。享年は28。彼の師であった盧植はその死を惜しみ、徳行を称えた。
著書に文集2巻があった。

## 伝記資料
- 『後漢書』巻80下 列伝第70下